# Secărenii Noi, Hîncești
Secărenii Noi este un sat din cadrul comunei Secăreni din raionul Hîncești, Republica Moldova.

## Demografie

### Structura etnică
Structura etnică a localității conform recensământului populației din 2004:
| Grup etnic                                               | Populație | % Procentaj  |
| -------------------------------------------------------- | --------- | ------------ |
| Băștinași declarați Moldoveni Băștinași declarați Români | 314 7     | 96,91% 2,16% |
| Ruși                                                     | 3         | 0,93%        |
| Total                                                    | 324       |              |